# Ouderwets
Ouderwets is iets wat niet meer in de mode is. Als een artikel al lange tijd bekend is, wil de consument nieuwe dingen. De oude artikelen worden dan niet veel meer verkocht, het is oud en uit de tijd. Dit is vooral het geval bij kleding, maar het kan ook gelden voor meubelen, en zelfs voor ideeën. 
De term antiek zou kunnen worden opgevat als heel ouderwets, het zijn spullen die tegenwoordig niet meer worden gemaakt. Antiek heeft echter een positieve betekenis, omdat zeer oude spullen veel waard zijn geworden. Dit kan ook gebeuren met ouderwetse artikelen; sommige mensen sparen in de eenentwintigste eeuw bijvoorbeeld de ouderwetse kleding, meubelen en huishoudelijke producten uit de jaren zestig van de twintigste eeuw, die vaak gekenmerkt worden door de kleuren bruin, oranje en paars.

## Kleding
Kleding gaat maar voor een bepaalde periode mee, als een bepaald soort merk van kleding niet meer in is, is het uit. Concurrentie speelt hierbij een grote rol. Als een bedrijf of winkel heel goed draait, dan is dat soort kledingsmerk heel erg in. Dat komt doordat het nieuw is en mensen willen delen in het succes van zo'n populair merk. Naarmate de tijd verstrijkt, vermindert dat en is kleding vaak uit omdat mensen nu eenmaal nieuwe dingen willen.
Dit geldt ook voor andere spullen zoals: apparatuur, meubilair, klokken enz. Bij kleding is het echter het opvallendst omdat mode steeds verandert: "La mode, c'est ce qui se démode" (Coco Chanel).

## Bedrijf
Als producten niet meer in een bedrijf of winkel worden verkocht, dan loopt het niet goed met de zaak, de fabriek kan dan niet meer bepaalde producten meer produceren. Daardoor kan een bedrijf failliet gaan en dan wordt het opgeheven. Om dat te voorkomen gaan fabrikanten vaak iets nieuws ontwerpen. Zo kan een bedrijf toch blijven draaien. Doordat er nieuwe producten worden geïntroduceerd, kan een bedrijf veel winst maken, blijft de fabriek bestaan en wordt faillissement voorkomen.